# Palma (Mozambique)
Palma is een plaats in het noordoosten van de Mozambikaanse provincie Cabo Delgado. Het is de hoofdplaats van het district Palma. De plaats ligt aan een baai van de Indische Oceaan en zo'n 30 kilometer ten zuiden en zuidoosten van de grens met Tanzania.
Vanouds werd de economie van Palma gedomineerd door visserij en het weven van manden en matten. In 2010 werd nabij Palma in de Indische Oceaan aardgas ontdekt. Dit leidde tot de ontwikkeling van faciliteiten in en nabij Palma voor de winning van vloeibaar aardgas door onder meer het Franse bedrijf Total. Het Belgische bedrijf BESIX bouwt nabij Palma een aanlegsteiger en kade ten behoeve van het gasproject.
Op 24 maart 2021 werd Palma aangevallen en ingenomen door jihadisten van Ahlu Sunnah Wa-Jama. Hierbij vielen 801 doden. Een deel van de slachtoffers werd onthoofd. Duizenden mensen vluchtten, voornamelijk via boten, naar de stad Pemba.